# فلایت دیزاین سی‌تی
فلایت دیزاین سی‌تی (به انگلیسی: Flight_Design_CT) یک هواگرد ملخ‌پیشین تک‌موتوره از نوع سبک وزن ساخت شرکت Flight Design است. هواگرد فلایت دیزاین سی‌تی نخستین پروازش را در مارس ۱۹۹۶ میلادی انجام داد. این هواگرد در سال ۱۹۹۷ میلادی رسماً معرفی گردید و در سال‌های 1997–present تولید شده‌است. در مجموع، تعداد ۹۰۰+ فروند از این هواگرد ساخته شده‌است.
طراح این هواگرد، Matthias Betsch بود.